# Lars Kardell
Lars Erik Kardell, född 18 april 1917 i Stockholm, död 2 december 1985 i Uppsala, var en svensk kyrkomusiker.
Kardell bedrev specialstudier i violoncellspelning och orkesterdirigering för Tor Mann vid Kungliga Musikhögskolan i Stockholm 1934–1940 samt avlade högre organist-, kantors- och musiklärarexamen där 1941. Han var därefter musiklärare vid olika läroverk i Stockholm, blev musiklärare vid högre allmänna läroverket i Söderhamn 1942, därjämte vid kommunala flickskolan där 1943 och vid högre allmänna läroverket för gossar i Helsingborg 1946, därjämte vid praktiska mellanskolan där, därjämte kantor och organist i Bårslövs och Fjärestads församlingar 1948–1952, organist i Hässleholms församling 1953, i Trollhättans församling från 1957 till pensioneringen, varefter han bosatte sig i Uppsala.
Kardell var bland annat dirigent för Kvartettsångsällskapet i Helsingborg, Nordöstra Skånes körförbund och Göta Älvdalens körförbund. Han var ordförande i Skara stifts kyrkomusikerförening och styrelseledamot i Gävleborgs läns orkesterförening, Han var musikrecensent i Helsingborgs Dagblad 1946–1953 och i Trollhättans Tidning från 1957. Han skrev orgelkompositioner och kantater.